# Herrlein (Adelsgeschlecht)

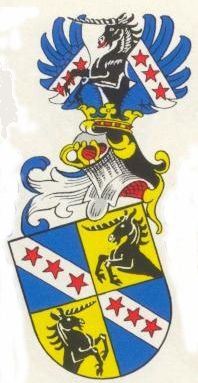
Wappen der Familie von Herrlein

Die Reichsfreiherren von Herrlein waren ein fränkisches Adelsgeschlecht.

## Herkunft
Die Familie stammt aus der heute zu Hammelburg gehörenden Gemeinde Untererthal. Dort wurde am 26. März 1767 Johann Peter Valerius Herrlein geboren. Dieser studierte Rechtswissenschaft und wurde danach freiherrlich Stein-Altensteinischer Amtmann in Pfaffendorf bei Altenkunstadt. Beim nahegelegenen Pfarrweisach besaß er das Gut Gräfenhof. 1792 wurde er durch Kurfürst Karl Theodor als Reichsfreiherr von Herrlein auf Pfarrweisach in den Adelsstand erhoben und 1795 zum fürstbischöflichen bambergischen Hofrat ernannt. 1806 promovierte Herrlein in Tübingen zum Dr. iur. 1816 wurde er mit seinen Nachkommen in die Adelsmatrikel des Königreichs Bayern aufgenommen.

## Stammliste

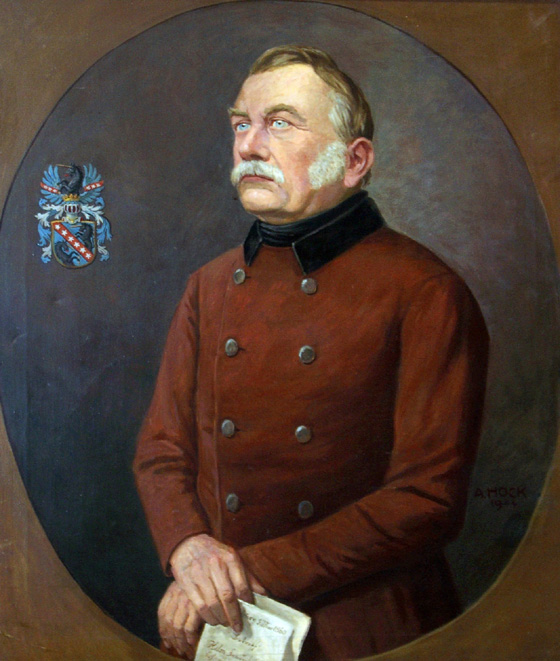
Bürgermeister Adalbert von Herrlein

1. Johann Peter Valerius (1767–1831).
  1. Friedrich Carl Lothar Franz (* 1788), Landrichter in Homburg am Main.[2]
  2. Adalbert Christoph Franz (1798–1870), Bürgermeister von Aschaffenburg.
    1. Rosa Barbara Gertrud (* 1831).
    2. Sophia Mechthilde Karoline (1834–1834).
    3. Bertha Christina (1835–1840).
    4. Mechthilde Margaretha Josepha (1839–1893).
    5. Gustav Adolph Amand Gallus (* 1841).
    6. Ludwig Balduin Adalbert Guido (1843–1844).
    7. Johann Hermann (1846–1904), Teilnehmer am Krieg 1870/71, 1873 Verabschiedung auf eigenen Wunsch,[3] danach Studium an der Akademie der Bildenden Künste München.[4]

  3. Gustav Adolph Amand Johann (1802–1870), 1843 Gerichtsassessor in Dachau,[5] 1851 Landrichter in Alzenau, ab 1855 in Königshofen.[6]
  4. Sophie (⚭ 1836 mit Philipp Vey, Landgerichts-Assessor in Höchstadt).